# Paapse samenzwering

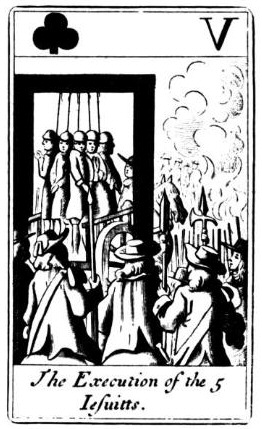
De executie van de vijf jezuïeten.

De Paapse Samenzwering (Engels: Popish Plot) was een door Titus Oates bedachte, fictieve samenzwering die tussen 1678 en 1681 de koninkrijken van Engeland en Schotland in haar greep hield.
Oates beweerde met zijn medestander Israel Tonge dat er een uitgebreide katholieke samenzwering bestond om koning Karel II van Engeland te vermoorden. Op 12 oktober 1678 werd de protestantse Justice of the Peace, Edmund Berry Godfrey dood aangetroffen, doorboord met een sabel. Zijn nooit opgehelderde dood werd door Oates aangegrepen als bewijs van een complot door een netwerk van jezuïeten met vertakkingen in de entourage van het hof, in het bijzonder James, hertog van York, de broer van de koning, die zich tot het katholicisme bekeerd had. De secretaris van zijn echtgenote Maria van Modena bleek een geheime briefwisseling met Frankrijk te onderhouden. De steeds verdergezocht wordende beschuldigingen leidden tot de executies van ten minste 22 mensen, onder wie de bejaarde William Howard, burggraaf Stafford. Aan Oates’ verklaringen werd dermate veel waarde gehecht dat hij als een notabele behandeld werd en luxueuze privévertrekken op kosten van de staat kreeg.
De bedrieger Thomas Dangerfield verzon ondertussen zijn eigen complot; hij beweerde dat hij de opdracht had gekregen belastende documenten te vervalsen waarmee verschillende edelen en politici wegens hoogverraad aangeklaagd konden worden. Dit document zou in een meelkuip in het huis van de katholieke vroedvrouw Elizabeth Cellier verborgen zijn, waardoor men hier van de Meal Tub Plot sprak. Rechter William Scroggs werd belast met het onderzoek van dit ingewikkelde samenraapsel van beweringen.
De Popish Plot was de aanleiding voor de Exclusion Bill-crisis: de aanhangers van de nieuw gevormde Whig Party rond Lord Shaftesbury grepen de Paapse samenzwering aan om op te roepen tot hardere maatregelen tegen katholieken. Zij organiseerden optochten waarop de paus in effigie verbrand werd en droegen spandoeken met de leuze ‘Remember Justice Godfrey’.
Uiteindelijk werd Oates' ingewikkeld geweven web van beschuldigingen door Scroggs ontsponnen, wat leidde tot zijn arrestatie en veroordeling wegens meineed. Karel II was van begin af aan sceptisch geweest. Volgens moderne inzichten was de dood van Edmund Godfrey wellicht een achteraf gecamoufleerde zelfmoord.

## Voetnoten
1. ↑  Henrietta Heald, Chronicle of Britain: Incorporating a Chronicle of Ireland, Jacques Legrand, 1992, blz. 605, ISBN 9781872031354